# Babel und Bibel (Hachenburg 2005)
Babel und Bibel, Karl Mays einziges vollendetes Drama (entstanden 1906) wurde am 21. Juni 2005 um 20.00 Uhr zum ersten Mal komplett in der Turnhalle der Graf-Heinrich-Realschule plus in Hachenburg (Westerwald) durch ein Ensemble der 10. Abschlussklassen welturaufgeführt. Die Idee hatte Peter Wayand, der auch die Regie führte.
Es spielte das Schulorchester der Graf-Heinrich-Realschule plus unter der Leitung von Christoph Becker und Elmar Nauroth (u. a. die Musik von Dimitri Tiomkin Land Of Pharaohs in einer Bearbeitung für Blasorchester).
Von der Aufführung existiert eine Aufzeichnung.
Einen Tag vor der Premiere begleitete ein Filmteam vom SWR einen ganzen Tag lang die Proben. Der Bericht erschien in der darauffolgenden Woche in der SWR-Landesschau (ca. 5 Minuten).

## Inhalt
Abu Kital, ein Gewaltmensch, regiert despotisch seinen Stamm, die An’allah. Seine Lehrer sind Babel, ein verknöcherter Wissenschaftler, der Kadi und der Imam (das Recht und der [selbstgerechte] Glaube). Unter dem Einfluss dieser Lehrer hat Abu Kital vor Jahren seine geliebte Frau Bent’ullah und seinen kleinen Sohn verstoßen und hält sie (von seinen Lehrern getäuscht) für tot. Sich selber hält er unter ihrem Einfluss für den Geist des Morgenlandes; deshalb hat er Marah Durimeh, die Menschheitsseele, zu einem Schachspiel mit lebenden Figuren herausgefordert. Er will sie, seine Erzfeindin, bei dieser Gelegenheit gefangen nehmen und so den An’allah die Weltherrschaft gewinnen und abendländisch-christliche Einflüsse unterdrücken. Seine Verbündeten sind acht Scheiks benachbarter Stämme sowie die Phantasie und der Scheik der Todeskarawane. Die beiden letzteren sind jedoch (verkleidet) Marah Durimeh und Ben Tesalah.
Als Abu Kital durch ein Schattenspiel, das die Phantasie aufführt, erfährt, dass seine Frau und sein Sohn leben und er nur durch die Intrigen des Kadi und des Imam an ihren Tod glaubte, ist er so erschüttert, dass er sich innerlich von diesen Lehrern distanziert. Dann scheitern seine kriegerischen Pläne und er unterliegt in einem Duell dem Scheik der Todeskarawane. So wird seine Überheblichkeit gebrochen. Da jedoch seine Gegner nicht seinen Untergang, sondern den Frieden wollen, wird er nur zum Eingeständnis seiner Schuld gezwungen. Als nun seine Frau in alter Schönheit wieder erscheint und er erfährt, dass der Scheik der Todeskarawane sein Sohn ist, ist er bereit, seine alte Gesinnung aufzugeben, den „Geist der Bibel“ zu befreien, den Weltherrschaftsplänen zu entsagen und stattdessen nach Märdistan, in die Geisterschmiede von Kulub zu gehen, wo er zum Edelmenschen geformt werden soll.
Der Kadi und der Imam wollen fliehen, werden jedoch gefangen genommen und Bent’ullah ausgeliefert. Diese verzeiht ihnen. Babel, der erkennt, dass sein Verständnis von Geist und Seele völlig falsch war, wirft seine Schriften ins Feuer. Marah Durimeh erklärt sich bereit, ihm „die Erde aus der Höhe“ zu zeigen, damit er erkenne, aus welcher Perspektive Wissenschaft getrieben werden müsse.

## Fernsehen
- Karl May – Babel & Bibel. (Bericht: Andreas Berg; Kamera: B. Schröder-Schwenke; Schnitt: Platon-P. Kiriazidis) SWR Landesschau (2005)

## Quelle
- Eintrag im Karl-May-Wiki zur Uraufführung